# Euploea transfixa
Euploea transfixa är en fjärilsart som beskrevs av Xavier Montrouzier 1856. Euploea transfixa ingår i släktet Euploea och familjen praktfjärilar. Inga underarter finns listade i Catalogue of Life.